# Michael Dingsdag
Michael Christiaan Dingsdag (Amsterdam, 18 oktober 1982) is een Nederlands voormalig voetballer die doorgaans als verdediger speelde. Hij is met ingang van het seizoen 2023/24 assistent-trainer van FC Volendam. Hij kwam als speler van 2001 tot en met 2018 uit voor achtereenvolgens Vitesse, sc Heerenveen, FC Sion, Grasshopper, NAC Breda en Veensche Boys.

## Carrière
Dingsdag begon op zesjarige leeftijd met voetballen bij DWS. Hij werd vervolgens in 1999 opgenomen in de jeugdopleiding van Vitesse. Hij debuteerde als zestienjarige in het tweede elftal, in een bekerwedstrijd tegen Willem II. Dingsdag maakte op 14 oktober 2001 zijn debuut in het eerste elftal van Vitesse, in een streekderby tegen N.E.C. Hij werd in de 61e minuut vervangen voor spits Bob Peeters. Vanaf het seizoen 2004/05 speelde Dingsdag wekelijks en groeide hij uit tot een van de vaste waarden in het team van de Arnhemmers. In vijf seizoenen Vitesse maakte hij eindklasseringen mee variërend van de vijfde tot en met de zestiende positie in de Eredivisie.
Dingsdag verruilde Vitesse in de zomer van 2006 voor sc Heerenveen. Hij vormde in zijn eerste seizoen bij de club een centraal verdedigingsduo met Petter Hansson en speelde bijna alle wedstrijden voor de Friezen. Trainer Gertjan Verbeek benoemde hem in 2007 tot aanvoerder als opvolger van de vertrokken Hansson. Een seizoen later moest hij de aanvoerdersband afgeven aan Michel Breuer. Dingsdag eindigde met Heerenveen drie jaar achter elkaar op de vijfde plaats in de Eredivisie en één keer als elfde. Hij won in het seizoen 2008/09 de KNVB beker met de Friese club. Heerenveen versloeg in de finale FC Twente door middel van een met 5-4 gewonnen strafschoppenreeks. Dinsdag zelf benutte daarin de tweede penalty van zijn ploeg. Datzelfde jaar was het eerste waarin hij uitkwam in de UEFA Europa League.
Dingsdag ging in juli 2010 van Heerenveen naar FC Sion. Hij speelde bijna drie seizoenen met de club in de Super League. Hij werd op 13 mei 2013 samen met zes ploeggenoten uit de selectie gezet, vijf competitiewedstrijden voor het einde van het seizoen. In de zomer liep zijn contract af. Dingsdag trainde een tijd mee met AZ en tekende op 18 oktober een contract tot 1 januari 2014 bij Grasshopper Club Zürich. Hier speelde hij twee seizoenen. Hij werd in het seizoen 2013/14 tweede met de club, drie punten achter kampioen FC Basel.
Dingsdag tekende in 2015 een contract bij NAC Breda, dat in het voorgaande seizoen degradeerde naar de Eerste divisie. Grashopper liet hem transfervrij vertrekken. Hij kwalificeerde zich met NAC voor de play-offs 2016, maar daarin versperde Willem II de Bredase club de weg terug naar de Eredivisie.
Dingsdag beëindigde in juli 2016 zijn carrière als betaald voetballer. Hij werd in plaats daarvan jeugdtrainer bij NAC. Daarnaast ging hij spelen voor amateurclub Veensche Boys. Na vijf jaar in de jeugdopleiding van NAC gewerkt te hebben, nam hij afscheid van de ploeg uit Breda. Van 2021 tot 2023 was Dingsdag assistent-trainer bij Telstar. In het seizoen 2022/23 vervulde Dingsdag een dubbelfunctie van assistent-trainer van het eerste elftal en trainer van Telstar onder 21. In juli 2023 werd hij door FC Volendam gepresenteerd als nieuwe trainer van Jong FC Volendam, waar hij de opvolger werd van de vertrokken Kiki Musampa. Daarnaast was hij assistent van Matthias Kohler bij het eerste elftal.

## Statistieken
| Seizoen | Club                    | Land        | Competitie     | Wed. | Dlp. |
| ------- | ----------------------- | ----------- | -------------- | ---- | ---- |
| 2001/02 | Vitesse                 | Nederland   | Eredivisie     | 3    | 0    |
| 2002/03 | Vitesse                 | Nederland   | Eredivisie     | 11   | 0    |
| 2003/04 | Vitesse                 | Nederland   | Eredivisie     | 13   | 1    |
| 2004/05 | Vitesse                 | Nederland   | Eredivisie     | 30   | 1    |
| 2005/06 | Vitesse                 | Nederland   | Eredivisie     | 33   | 1    |
| 2006/07 | sc Heerenveen           | Nederland   | Eredivisie     | 34   | 0    |
| 2007/08 | sc Heerenveen           | Nederland   | Eredivisie     | 32   | 1    |
| 2008/09 | sc Heerenveen           | Nederland   | Eredivisie     | 31   | 1    |
| 2009/10 | sc Heerenveen           | Nederland   | Eredivisie     | 20   | 0    |
| 2010/11 | FC Sion                 | Zwitserland | Super League   | 34   | 1    |
| 2011/12 | FC Sion                 | Zwitserland | Super League   | 32   | 0    |
| 2012/13 | FC Sion                 | Zwitserland | Super League   | 29   | 1    |
| 2013/14 | Grasshopper Club Zürich | Zwitserland | Super League   | 20   | 0    |
| 2014/15 | Grasshopper Club Zürich | Zwitserland | Super League   | 28   | 1    |
| 2015/16 | NAC Breda               | Nederland   | Eerste divisie | 22   | 0    |
| Totaal  |                         |             |                | 372  | 8    |

## Erelijst
| Competitie    |               |               |               |               |
| Competitie    | Aantal        | Jaren         |               |               |
| sc Heerenveen | sc Heerenveen | sc Heerenveen | sc Heerenveen | sc Heerenveen |
| ------------- | ------------- | ------------- | ------------- | ------------- |
| KNVB beker    | 1x            | 2008/09       |               |               |
| FC Sion       |               |               |               |               |
| Schweizer Cup | 1x            | 2010/11       |               |               |